# Садиба Галаганів (Дігтярі)
Садиба Галаганів у Дігтярях або Будинок садибний — палацово-парковий ансамбль, пам'ятка архітектури національного значення та історії місцевого значення у Дігтярях. Наразі тут розміщується Дігтярівський професійний аграрний ліцей (раніше СПТУ № 32).

## Історія
Постановою Ради Міністрів УРСР від 24.08.1963 № 970 «Про впорядкування справи обліку та охорони пам'яток архітектури на території Української РСР» надано статус «пам'ятника архітектури» № 858 під назвою «Садибний будинок».
Рішенням виконкому Чернігівської обласної ради народних депутатів від 31.05.1971 № 286 будинку надано статус «пам'ятник історії місцевого значення» з охоронним № 1785 під назвою «Садибний будинок, де бував Т. Г. Шевченко (1845)».

## Опис
Садиба побудована в період 1825—1832 років на замовлення Павла Галагана архітектором Павлом Дубровським. Панський будинок розташований на високому лівому березі річки Лисогор, головним західним фасадом у бік парадного в'їзду. На схід і на південний схід від парадного двору — парк (Дігтярівський пам'ятник природи площею 4,5 га), закладений за проектом вченого-садівника І. Є. Бістерфельда (1826—1831, роботами керував садівник Редель, з 1834 — Карл Християни). На південь від парадного двору розташований господарський двір з будівлями, далі — церква зі дзвіницею (1840 року, не збереглася). Комплекс створювався одночасно із Сокиринським, а відповідно й розміщення споруд було практично  таким, як і в Сокиринцях: парадний в'їзд, центральна алея і панський будинок зведені по одній осі та створювали ядро всієї композиції.
Головний будинок — двоповерховий центральний корпус з двома 2-поверховими флігелями, з'єднані з ним дугоподібними галереями (переходами). Західний фасад центрального корпусу був із двома бічними ризалітами, між якими на рустованих стовпах (першого поверху) стояла колонада (другого поверху) з 6 колон тосканського ордера. До східного фасаду центрального корпусу примикав напівкруглий бельведер, з обох боків якого з другого поверху спускалися сходи, які з'єднувалися на рівні 1-го поверху та вели до парку. Інтер'єри будинку на сьогодні збереглися у первісному вигляді лише в декількох кімнатах.
Тут 1845 року у поміщика Петра Галагана гостював Тарас Шевченко. Будучи на концерті оркестру, де грали кріпаки, Тарас Григорович звернув увагу на талановитого скрипаля — кріпака Артема, який, можливо, згодом став прообразом Тараса Федоровича — героя повісті «Музикант». Словами свого героя Т. Шевченко згадував Дігтярі: «Пани там бенкетують, а мужики голодують. Та ще мало того: у селі, крім корчми, що не вулиця, то й шинок».
1876 року Григорій Галаган передав садибу Полтавському губернському земству для облаштування навчального закладу. У період 1877—1882 років садиби було перебудовано — центральний корпус став одноповерховий — архітектором Федором Вержбицьким для земського ремісничого училища, яке тут розміщувалося в період 1878—1897 роки. Потім використовувався як школа-майстерня підготовки майстрів плахтово-перебірних виробів, на базі якої у 1926 році була створена художньо-промислова артіль, пізніше — Дігтярівська фабрика художніх виробів імені 8 Березня. Частину приміщення з 1943 року займали курси механізаторів. Нині у цьому та інших будинках садиби розташоване ПТУ, яке готує механізаторів сільського господарства, майстрів-плодоовочівників, операторів машинного доїння. ПТУ було реорганізовано на Дігтярівський професійний аграрний ліцей.
У період 1951—1955 рр. садибу досліджували архітектори Н. П. Новаковська та Є. Ф. Труш.

## Галерея

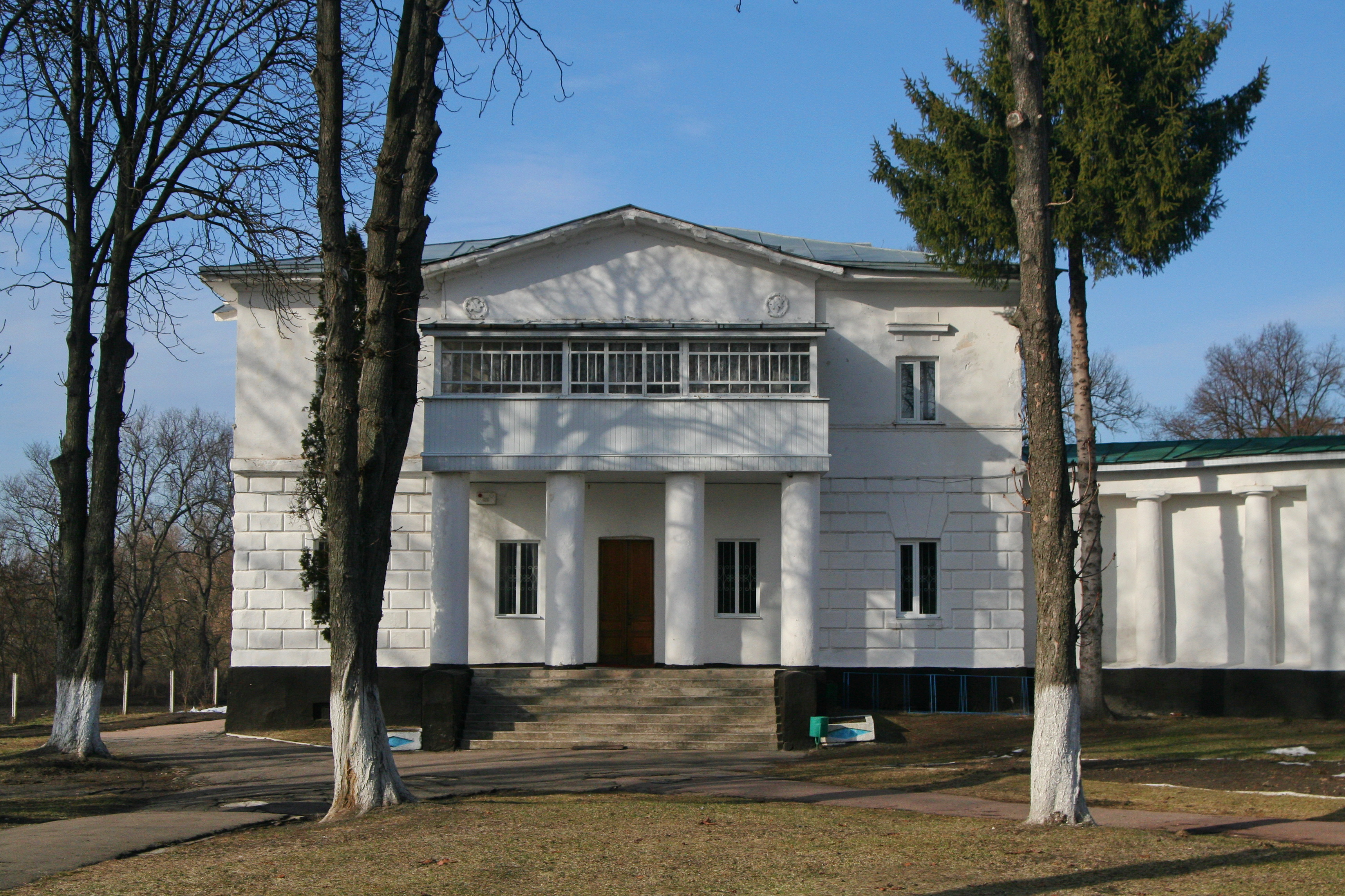
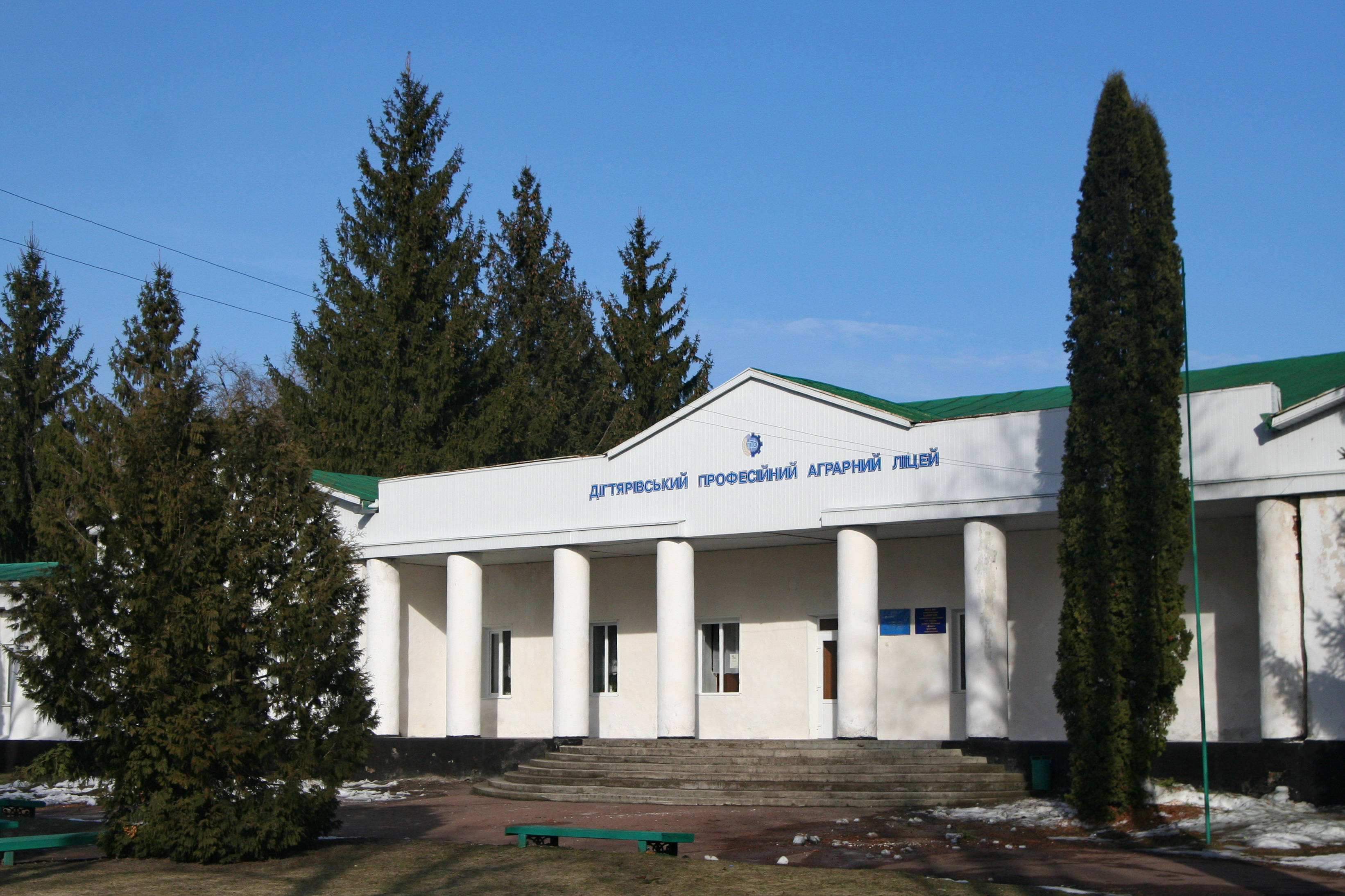
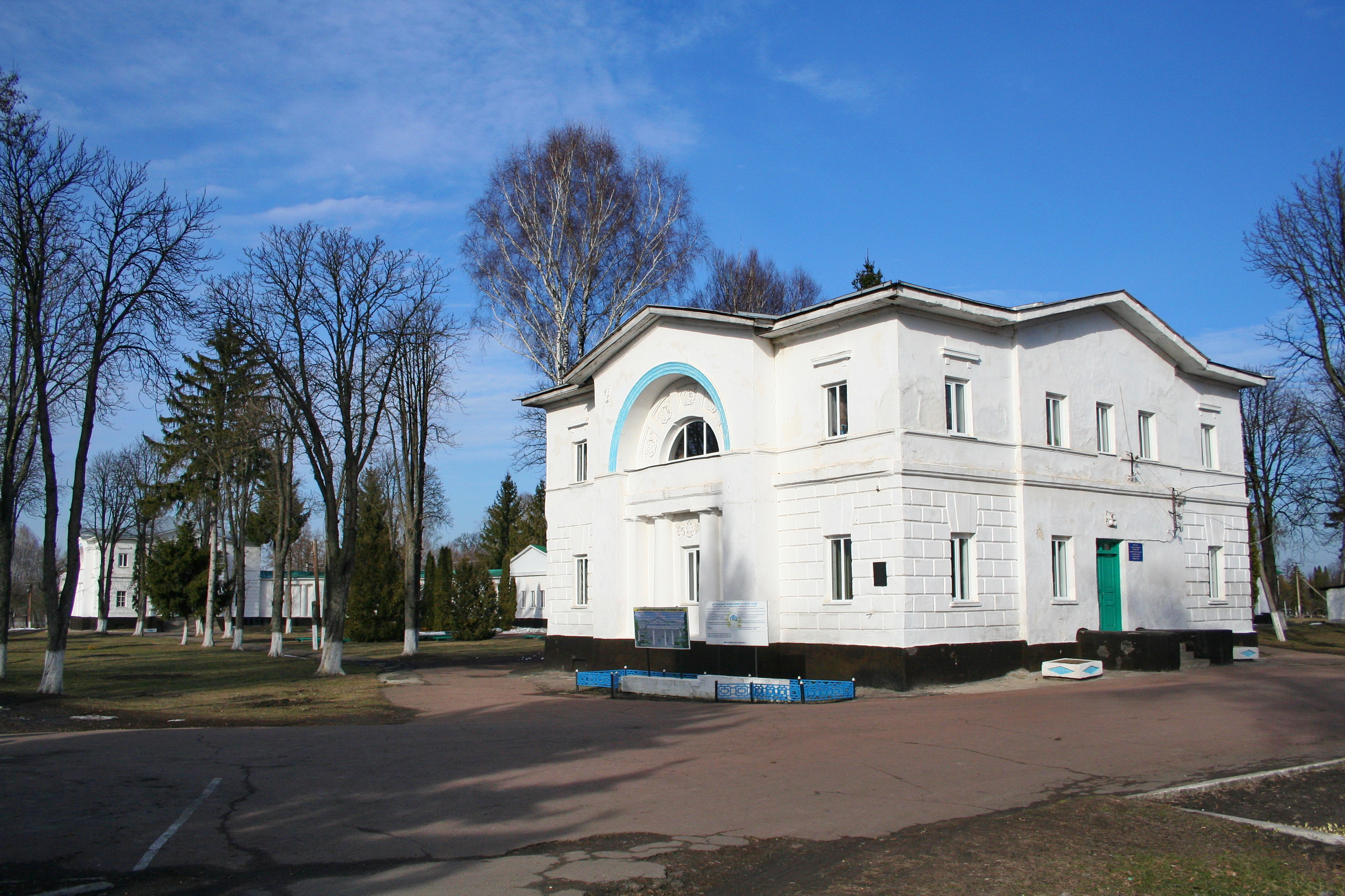
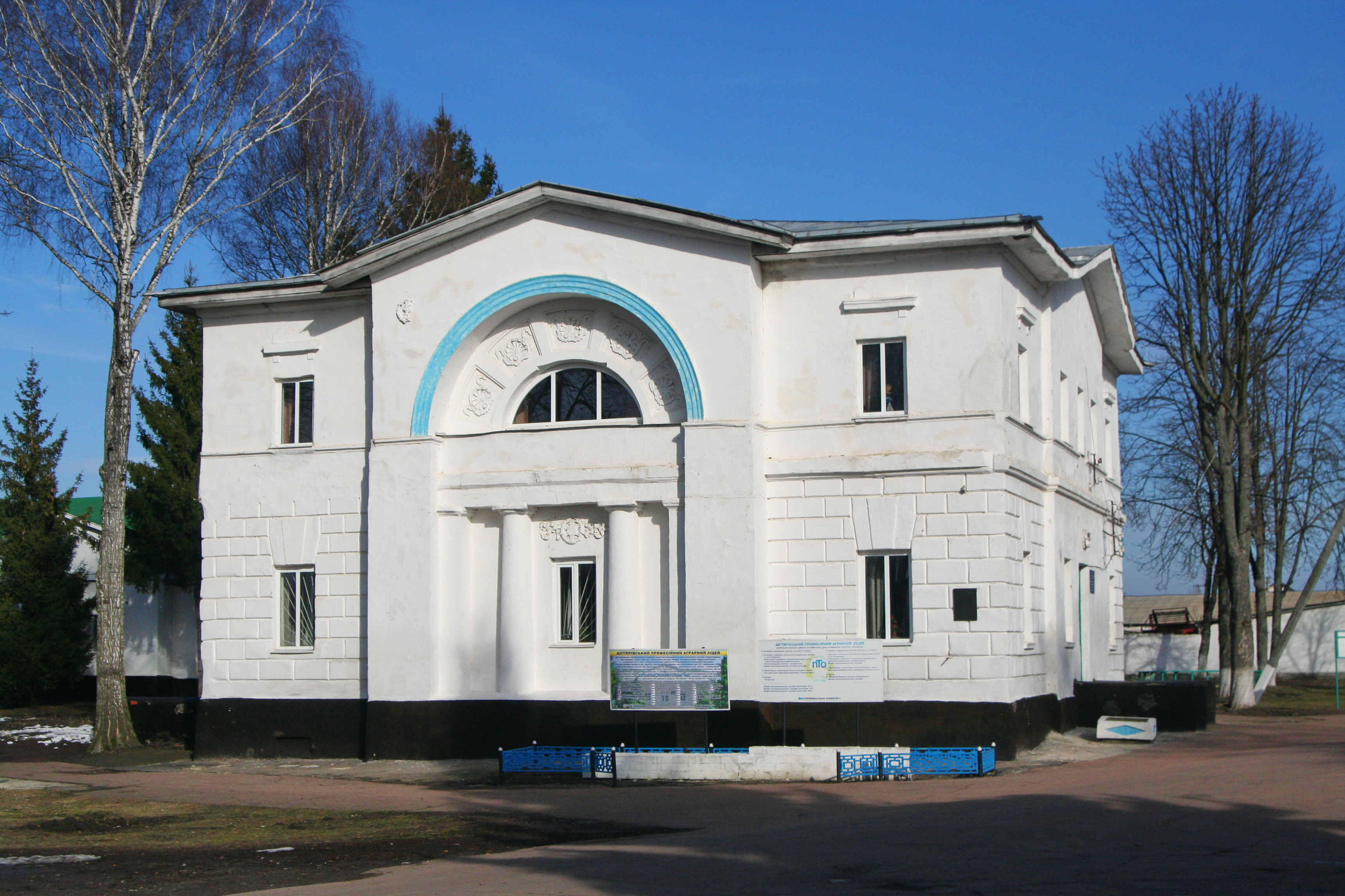